# Beni Djellab
 (janvier 2020).
- Si vous ne connaissez pas le sujet, laissez ce bandeau (vous pouvez alors contacter les auteurs).
- Si vous supprimez le contenu mis en cause (vous pouvez préalablement contacter les auteurs),

argumentez précisément cette suppression dans la page de discussion
(un manque de référence n'est pas un argument ; une recherche réelle de référence doit avoir été effectuée, être formellement documentée).
Les Beni Djellab sont une dynastie algérienne, qui a gouverné l'émirat de Touggourt entre 1414 et 1854.

## Fondation
La dynastie a été fondée par Soliman El Djellabi, un descendant des mérinides sur sa route vers le Hadj (pèlerinage à la Mecque). Son nom, « El Djellabi », signifie « celui qui attire les gens à lui par ses bontés, ses conseils et son exemple »[réf. nécessaire]. 
Arrivé à l'Oued-Righ, il trouva que la région était livrée à l'anarchie et aux pillages. Il établit son autorité à Touggourt en appelant à lui les marabouts, en conservant la traditionnelle djemaa et en constituant une deira de 500 cavaliers équipés et formés à ses frais. 

Il entreprit par ses sermons et sa fortune de prôner l'unité et y réussit. Il eut pour disciples Sidi Rached et Sidi Soleiman qui fondèrent des oasis qui portent leurs noms.[réf. nécessaire]
À la suite de l'expédition algéroise de 1552, Touggourt devient vassale de la régence d'Alger, et ne s'affranchira de la tutelle algéroise qu'au XIXe siècle, avant son annexion à l'Algérie française et l'abolition du règne des Beni Djellab en 1854.

## Liste des sultans
- Soliman Ben Rajeb El Merini El Djellabi Soliman Ier (1414-1431)
- Ali Ben Soliman Ali Ier
- Ahmed Ben Ali Ahmed Ier
- Amrane Ben Ahmed Amrane Ier
- Ahmed Ben Soliman Ahmed II (expédition contre Touggourt en 1552)
- Mansour Ben Ahmed Mansour Ier
- Othmane Ben Mansour Othmane Ier
- Ali Ali II (fils de la sœur d'Othmane)
- Mubarek Ben Othmane
- Ali Ben M'Barek dit : le Borgne Ali III
- Mustapha Ben Mubarek
- Fils de Mustapha (assassiné par Oum Hani)
- Ahmed Ben Soliman Ahmed III
- Mohamed dit : le Noir Mohamed Ier (cousin de Soliman)
- Ahmed Ben Ahmed Ahmed VI
- Ferhat Ben Ahmed 'Ferhat Ier
- Ibrahim Ibrahim Ier (Frère de Mohamed)
- Abdelkader et Ahmed Ben Ibrahim Abdelkader Ier et Ahmed VII (règnes seulement 2 mois)
- Khaled Ben Mohamed
- Abdelkader Ben Ibrahim (second règne)
- Omar Ben Abdelkader (1756-1759, il a tué 2 de ces frères)
- Mohamed Mohamed II (1759-1765)
- Amrane Ben Mohamed Amrane II (règne 5 mois)
- Ahmed Ben Amrane Ahmed VIII (1766-1778)
- Abdelkader Ben Amrane Abdelkader II (1778-1782, mort sans hériter)
- Ferhat Ben Amrane Ferhat II (1782-1792)
- Ibrahim Ben Ahmed Ibrahim II (1792-1804, assassiné)
- El Kazan Ben Ferhat (1804)
- Mohamed Ben Ahmed Mohamed III (1804-1822)
- Amar Ben Mohamed (1822-1830)
- Ibrahim Ben Mohamed Ibrahim III (1830-1831)
- Ali Ben Mohamed dit : le Grand Ali II (1831-1833)
- Aïcha, veuve d'Ibrahim III[3] (1833-1840)
- Abderrahmane Ben Ibrahim (1840-1852)
- Abdelkader Ben Abderrahmane Abdelkader III (1852-1853)
- Soliman Ben Ali Soliman II (1853-1854)

## Sources

### Autres sources
- « Histoire intégrale des Beni », sur docslide.fr.
- Le Tombeau des rois, Claude Caussignac.